# Jaen (Nueva Ecija)
Jaen is een gemeente in de Filipijnse provincie Nueva Ecija op het eiland Luzon. Bij de laatste census in 2007 had de gemeente ruim 63 duizend inwoners.

## Geografie

### Bestuurlijke indeling
Jaen is onderverdeeld in de volgende 27 barangays:
| - Calabasa - Dampulan - Don Mariano Marcos - Hilera - Imbunia - Imelda Pob. - Lambakin - Langla - Magsalisi - Malabon-Kaingin - Marawa - Niyugan - Ocampo-Rivera District - Pakol | - Pamacpacan - Pinanggaan - Putlod - San Jose - San Josef - San Pablo - San Roque - San Vicente - Santa Rita - Santo Tomas North - Santo Tomas South - Sapang - Ulanin-Pitak |

## Demografie
Jaen had bij de census van 2007 een inwoneraantal van 63.474 mensen. Dit zijn 5.200 mensen (8,9%) meer dan bij de vorige census van 2000. De gemiddelde jaarlijkse groei komt daarmee uit op 1,19%, hetgeen lager is dan het landelijk jaarlijks gemiddelde over deze periode (2,04%). Vergeleken met de census van 1995 is het aantal mensen met 9.933 (18,6%) toegenomen.

De bevolkingsdichtheid van Jaen was ten tijde van de laatste census, met 63.474 inwoners op 85,46 km², 626,5 mensen per km².